# Campeonato Mundial de Ciclismo en Ruta de 2022
El LXXXIX Campeonato Mundial de Ciclismo en Ruta se realizó en Wollongong (Australia) entre el 18 y el 25 de septiembre de 2022, bajo la organización de la Unión Ciclista Internacional (UCI) y la Unión Ciclista de Australia.
El campeonato constó de carreras en las especialidades de contrarreloj y de ruta, en las divisiones élite masculino, élite femenino, masculino sub-23 y femenino sub-23; además se disputó una carrera por relevos mixtos. En total se otorgaron nueve títulos de campeón mundial.

## Programa
El programa de competiciones fue el siguiente:
| Día              | Evento                          | Trayecto               | Distancia (km) | Ganador                                |
| ---------------- | ------------------------------- | ---------------------- | -------------- | -------------------------------------- |
| Contrarreloj     |                                 |                        |                |                                        |
| 18 de septiembre | Contrarreloj femenina           | Wollongong             | 34,2           | Ellen van Dijk · ( Países Bajos)       |
| 18 de septiembre | Contrarreloj femenina sub-23    | Wollongong             | 34,2           | Vittoria Guazzini · ( Italia)          |
| 18 de septiembre | Contrarreloj masculina          | Wollongong             | 34,2           | Tobias Foss · ( Noruega)               |
| 19 de septiembre | Contrarreloj masculina sub-23   | Wollongong             | 28,8           | Søren Wærenskjold · ( Noruega)         |
| 21 de septiembre | Contrarreloj por relevos mixtos | Wollongong             | 28,2           | Suiza                                  |
| Ruta             |                                 |                        |                |                                        |
| 23 de septiembre | Ruta masculina sub-23           | Wollongong             | 169,8          | Yevgueni Fiodorov · ( Kazajistán)      |
| 24 de septiembre | Ruta femenina                   | Helensburgh–Wollongong | 164,3          | Annemiek van Vleuten · ( Países Bajos) |
| 24 de septiembre | Ruta femenina sub-23            | Helensburgh–Wollongong | 164,3          | Niamh Fisher-Black ( Nueva Zelanda)    |
| 25 de septiembre | Ruta masculina                  | Helensburgh–Wollongong | 266,9          | Remco Evenepoel · ( Bélgica)           |

1. 1 2  Las medallas en la categoría femenina sub-23 se otorgaron a las tres mejores ciclistas sub-23 de la prueba élite.
2. ↑  Prueba disputada por selecciones nacionales conformadas por tres hombres y tres mujeres que compiten en formato de relevo.

## Resultados

### Masculino
- Contrarreloj

| Puesto | Ciclista        | País    | Tiempo   |
| ------ | --------------- | ------- | -------- |
| Oro    | Tobias Foss     | Noruega | 40:02,78 |
| Plata  | Stefan Küng     | Suiza   | 40:05,73 |
| Bronce | Remco Evenepoel | Bélgica | 40:11,94 |

- Ruta

| Puesto | Ciclista           | País      | Tiempo  |
| ------ | ------------------ | --------- | ------- |
| Oro    | Remco Evenepoel    | Bélgica   | 6:16:08 |
| Plata  | Christophe Laporte | Francia   | 6:18:29 |
| Bronce | Michael Matthews   | Australia | 6:18:29 |

### Femenino
- Contrarreloj

| Puesto | Ciclista       | País         | Tiempo   |
| ------ | -------------- | ------------ | -------- |
| Oro    | Ellen van Dijk | Países Bajos | 44:28,60 |
| Plata  | Grace Brown    | Australia    | 44:41,33 |
| Bronce | Marlen Reusser | Suiza        | 45:10,28 |

- Ruta

| Puesto | Ciclista             | País         | Tiempo  |
| ------ | -------------------- | ------------ | ------- |
| Oro    | Annemiek van Vleuten | Países Bajos | 4:24:25 |
| Plata  | Lotte Kopecky        | Bélgica      | 4:24:26 |
| Bronce | Silvia Persico       | Italia       | 4:24:26 |

### Masculino sub-23
- Contrarreloj

| Puesto | Ciclista          | País        | Tiempo   |
| ------ | ----------------- | ----------- | -------- |
| Oro    | Søren Wærenskjold | Noruega     | 34:13,40 |
| Plata  | Alec Segaert      | Bélgica     | 34:29,74 |
| Bronce | Leo Hayter        | Reino Unido | 34:37,56 |

- Ruta

| Puesto | Ciclista          | País            | Tiempo  |
| ------ | ----------------- | --------------- | ------- |
| Oro    | Yevgueni Fiodorov | Kazajistán      | 3:57:08 |
| Plata  | Mathias Vacek     | República Checa | 3:57:09 |
| Bronce | Søren Wærenskjold | Noruega         | 3:57:11 |

### Femenino sub-23
- Contrarreloj

| Puesto | Ciclista            | País         | Tiempo   |
| ------ | ------------------- | ------------ | -------- |
| Oro    | Vittoria Guazzini   | Italia       | 45:20,71 |
| Plata  | Shirin van Anrooij  | Países Bajos | 47:09,45 |
| Bronce | Ricarda Bauernfeind | Alemania     | 47:38,08 |

- Ruta

| Puesto | Ciclista            | País          | Tiempo  |
| ------ | ------------------- | ------------- | ------- |
| Oro    | Niamh Fisher-Black  | Nueva Zelanda | 4:24:26 |
| Plata  | Pfeiffer Georgi     | Reino Unido   | 4:24:38 |
| Bronce | Ricarda Bauernfeind | Alemania      | 4:24:38 |

### Mixto
- Contrarreloj por relevos

| Puesto | Ciclistas                                                                                         | Equipo    | Tiempo   |
| ------ | ------------------------------------------------------------------------------------------------- | --------- | -------- |
| Oro    | Mauro Schmid Stefan Küng Stefan Bissegger Elise Chabbey Marlen Reusser Nicole Koller              | Suiza     | 33:47,17 |
| Plata  | Edoardo Affini Matteo Sobrero Filippo Ganna Elisa Longo Borghini Elena Cecchini Vittoria Guazzini | Italia    | 33:50,09 |
| Bronce | Michael Matthews Lucas Plapp Luke Durbridge Georgia Baker Alexandra Manly Sarah Roy               | Australia | 34:25,57 |

## Medallero
| Núm. | País            | Oro | Plata | Bronce | Total |
| ---- | --------------- | --- | ----- | ------ | ----- |
| 1    | Países Bajos    | 2   | 1     | 0      | 3     |
| 2    | Noruega         | 2   | 0     | 1      | 3     |
| 3    | Bélgica         | 1   | 2     | 1      | 4     |
| 4    | Italia          | 1   | 1     | 1      | 3     |
| 4    | Suiza           | 1   | 1     | 1      | 3     |
| 6    | Kazajistán      | 1   | 0     | 0      | 1     |
| 6    | Nueva Zelanda   | 1   | 0     | 0      | 1     |
| 8    | Australia       | 0   | 1     | 2      | 3     |
| 9    | Reino Unido     | 0   | 1     | 1      | 2     |
| 10   | Francia         | 0   | 1     | 0      | 1     |
| 10   | República Checa | 0   | 1     | 0      | 1     |
| 12   | Alemania        | 0   | 0     | 2      | 2     |
|      | TOTAL           | 9   | 9     | 9      | 27    |